# Condado de Ware
O Condado de Ware é um dos 159 condados do Estado americano de Geórgia. A sede do condado é Waycross, e sua maior cidade é Waycross. O condado possui uma área de 2 347 km², uma população de 35 483 habitantes, e uma densidade populacional de 15 hab/km² (segundo o censo nacional de 2000). O condado foi fundado em 15 de dezembro de 1824.